# Extra (Brasil)
Extra fue un periódico de la ciudad de Río de Janeiro, Brasil. Fue fundado en abril de 1998 por la empresa Infoglobo.